# Попасна
Попасна (укр. Попасна) је градић у Украјини, у Луганској области, дефакто под контролом Русије. Према процени из 2012. у граду је живело 22.088 становника.

## Становништво
Према процени, у граду је 2012. живело 22.088 становника.
| 1979.  | 1989.  | 2001.  | 2012.  |
| ------ | ------ | ------ | ------ |
| 30.209 | 30.257 | 25.951 | 22.088 |